# I Can See Clearly Now
I Can See Clearly Now é um single gravado pelo cantor norte-americano Johnny Nash, publicada no álbum homônimo em 1972.

## Informações
Composta e produzida pelo próprio Johnny Nash, "I Can See Clearly Now" fez sucesso nas paradas musicais dos Estados Unidos e do Reino Unido, ocupando a primeira posição na Billboard Hot 100.
Em 1993, o cantor jamaicano Jimmy Cliff fez uma versão da música, produzida por Paul Henton e que integrou a trilha sonora do filme "Jamaica abaixo de Zero", ficando em 18º lugar na Billboard Hot 100 (desde 1968, um single de Cliff não figurava na lista) e em primeiro lugar nas paradas musicais de França, Islândia e Nova Zelândia. O videoclipe foi dirigido por Scott Hamilton Kennedy.
Outras versões de "I Can See Clearly Now" foram interpretadas por Richie Havens, Soul Asylum, The Mamas & the Papas, Liza Minnelli, Willie Nelson, Procol Harum, Ray Charles e Dusty Springfield, entre outros artistas.

## Faixas
| "I Can See Clearly Now" 7" single 1. "I Can See Clearly Now" — 2:44 2. "How Good It Is" — 2:38 7" single 1. "I Can See Clearly Now" — 2:44 2. "Cupid" — 3:30 |

## Desempenho em tabelas musicais
| Tabelas (1972)                             | Posição |
| ------------------------------------------ | ------- |
| Austrália KMR                              | 3       |
| Canadá RPM Top Singles                     | 1       |
| Canadá RPM Adult Contemporary              | 6       |
| Irish Singles Chart                        | 9       |
| Nova Zelândia (Listener)                   | 5       |
| South Africa (Springbok)                   | 1       |
| UK Singles Chart                           | 5       |
| Estados Unidos (Billboard Hot 100)         | 1       |
| US Billboard Black Singles                 | 38      |
| US Billboard Hot Adult Contemporary Tracks | 1       |